# WONDER ZONE
WONDER ZONEは、2002年10月、ソニー・ミュージックエンタテインメントから発売されたPlayStation 2ソフト。

## 概要
女性グループZONEのソフト。
デビュー曲から当時の最新曲までのミュージッククリップ、リズムアクションゲームが収録されている。